# Naboplanter
Dette er en liste over gavnlige Plantenaboskaber i havebrug og gartneri. At plante bestemte afgrøder ind blandt andre, kan fremme væksten ved at tiltrække gavnlige insekter, afvise skadedyr eller give næringsstoffer, skygge eller anden støtte.
De gavnlige virkninger af plantenaboskaber udnyttes af landmænd og gartnere i både de industrialiserede og i udviklingslandene.
Havebrug med naboplanter blev vidt udbredt i 1970'erne som en del af den økologisk havedyrkning . 
| Grøntsager     | Grøntsager                             | Grøntsager                                                                                  | Grøntsager | Grøntsager                                                        | Grøntsager | Grøntsager                                                                                   | Grøntsager |
| Dansk navn     | Latinsk navn                           | Hjælper                                                                                     | Fremmes af | Tiltrækker                                                        | Modvirker | Undgå                                                                                        | Kommentar |
| -------------- | -------------------------------------- | ------------------------------------------------------------------------------------------- | --- | ----------------------------------------------------------------- | --- | -------------------------------------------------------------------------------------------- | --- |
| Løg            | Allium                                 | Frugttræer, Natskygger (tomater, Capsicum peberfrugt, kartofler, kål, gulerødder            | Gulerødder, tomater, gulerødder og afrikanske edderkoppeplanter (Cleome gynandra) sammen, kurvblomster (Tagetes ssp), mynter | Thysanoptera                                                      | -kaniner, snegle (se Hvidløg), -plantelus (Aphidoidea), Gulerodsflue (Chamaepsila rosae), -Ni-Metalugle (Trichoplusia ni), -Lille Kålflue (Delia radicum), -Kålorme, -Japanbille (Popillia japonica) | bønner ærter,                                                                                | |
| Asparges       | Asparagus officinalis                  | Tomater, persille                                                                           | Asters (blomster), dild, koriander, tomater, persille, basilikum, kulsukker, morgenfruer, brøndkarse[kilde mangler] | Sammen med basilikum lader til at fremme mariehøns[kilde mangler] | | Løg, hvidløg, kartofler, gladiolus[kilde mangler]                                            | |
| Bønner         | Phaseolus vulgaris                     | Agurk, soyabønner,[kilde mangler] jordbær                                                   | Selleri, jordbær, majs |                                                                   | | fennikel , soyabønner, tørrede bønner, lucerne                                               | "Salat, kartoffel, tomat, andre grøntsalvier, korsblomstrede, eller agurker øger knoldbægersvamp" i jorden, og bør undgås både før og efter grønne bønner. |
| Bønner         | Phaseolus vulgaris                     |                                                                                             | Radiser, majs |                                                                   | | Solsikke, Beder, kål, kålrabi                                                                | majsstængelen giver en stang, hvor bønnerne kan vokse på, bønnerne giver kvælstof til jorden, som majsen kan bruge. Se Tre Søstre |
| Hestebønne     | Vicia faba                             |                                                                                             | Jordbær, selleri |                                                                   | |                                                                                              | |
| Dansk navn     | Latinsk navn                           | Hjælper                                                                                     | Fremmes af | Tiltrækker                                                        | Modvirker | Undgå                                                                                        | Kommentar |
| Beder          | Beta vulgaris                          | Broccoli,bønner, kål, salat, kålrabi, løg, kål, passionsfrugt                               | Bønner, løg, kålrabi, almindelig katteurt,[kilde mangler] hvidløg, salat, de fleste kål, mynte |                                                                   | | bønner                                                                                       | God til at tilføje mineraler til jorden gennem komposteringsblade, der har op til 25% magnesium. Bønner og beder hæmmer hinandens vækst. |
| Kål            | Brassica                               | Beder, løg, kartofler,[kilde mangler] korn (f.eks. majs, hvede)[kilde mangler]              | Beder, spinat, Aromatiske planter eller planter med mange blomster, såsom selleri, kamille, og morgenfruer. dild, salvie, ærter,[kilde mangler] pebermynte, grøn mynte,[kilde mangler] spergel,[kilde mangler] rosmarin, rajgræs,[kilde mangler] hvidløg, løg og kartofler. geranium, løg, tallerkensmækkere (nasturtier), hjulkrone, isop, rejnfan,[kilde mangler] tomater,[kilde mangler] timian, bynke, ambra, bønner, kløver[kilde mangler] |                                                                   | smældere | Sennep-slægten, natskyggefamilien (tomater, peber, etc.), bønner, jordbær                    | Kål er en plantefamilie som omfatter broccoli, rosenkål, kål, blomkål, kinakål, kålrabi, radise, og majroe. Timian, brøndkarse og løg udviste god modstand mod kålorm, snudebiller og kållopper. |
| Broccoli       | Brassica oleracea                      | Salat                                                                                       | Blanding af sennep, kinakål og raps.[kilde mangler] beder, dild salat, sennep,[kilde mangler] løg, tomat, majroe, kløver |                                                                   | |                                                                                              | Broccoli som en hovedafgrøde, sammen med salat, viste sig at være mere rentabel end hver afgrøde for sig. majroe fungerer som afledning (fælde). |
| Rosenkål       | Brassica oleracea                      |                                                                                             | Salvie, timian, kløver, maltbyg[kilde mangler] |                                                                   | |                                                                                              | |
| Kinakål        | Brassica oleracea / Brassica chinensis | Bønner, selleri                                                                             | Bønner, kløver, morgenfruer, kamille, ridderspore, brøndkarse, dild, koriander, isop, løg, rødbeder, mynte, rosmarin, salvie, timian, tomater,[kilde mangler] honningurt,[kilde mangler] Grønne løg med kinakål.[kilde mangler] | snegle                                                            | | Druer                                                                                        | Se kål for yderligere info. Hvis du bruger kløver som mellemafgrøde, skal det såes efter kåludplantningen for ikke at påvirke afgrødeudbyttet. Brøndkarse afviser kålmøl |
| Gulerod        | Daucus carota                          | Tomater, løg, bønner, porre, salat, løg, passionsfrugt                                      | salat, løg (purløg, porre, løg, skalotteløg, etc.), rosemarin, bynke, salvie, bønner, hør | rovtæger, netvinger, rovhvepse                                    | porremøl, løgflue | Dild, pastinak, radise                                                                       | Tomater vokser bedre med gulerødder, men kan hæmme gulerøddernes vækst. Bønner giver kvælstof, og gulerødder har brug for mere end andre grøntsager. Aromatiske ledsagerplanter frastøder gulerodsflue. Løg blandet med gulerødder forvirrer løg- og gulerodsfluer. For at gulerøddernes gavnlige insekt-tiltrækkende egenskaber kan fungere, skal de blomstre; Ellers skal du bruge den vilde gulerod, for samme virkning. Hør producerer en olie, der kan beskytte rodgrøntsager som gulerødder mod nogle skadedyr.                          |
| Blomkål        | Brassica oleracea                      | Bønner, selleri, spinat,[kilde mangler] ærter                                               | Mix af kinakål, morgenfruer, raps, og solsikke.[kilde mangler] spinat,[kilde mangler] ærter |                                                                   | |                                                                                              | En række spinat, med 60 cm fra hver række blomkål kan være gensidigt fordelagtig.[kilde mangler] Se ærter ang. deres forbindelse med blomkål. |
| Selleri        | Apium graveolens                       | Buskbønner, kål, agurk                                                                      | Stolt kavaler (Cosmos bipinnatus), margueritter, løvemund, porre, tomater, blomkål, kål, bønner |                                                                   | Mellus | Majs, asters                                                                                 | Asters kan overføre sygdommen aster yellows |
| Dansk navn     | Latinsk navn                           | Hjælper                                                                                     | Fremmes af | Tiltrækker                                                        | Modvirker | Undgå                                                                                        | Kommentar |
| Majs           | Zea mays                               | Bønner, agurk, sojabønner, tomater                                                          | Solsikker, dild, bælgplanter (bønner, ærter, sojabønner etc.), jordnødder, agurker, kløver, amarant, hvid storkenæb, opret amarant, gåsefod, snerler, persille, og kartoffel, marksennep, sudangræs[kilde mangler] |                                                                   | | Tomat, selleri                                                                               | Giver bønner med en espalie, er beskyttet mod rovdyr og tørke med agurker, i Tre søstre-teknikken |
| Agurker        | Cucumis sativus                        | Bønner, kålrabi, salat                                                                      | kålrabi, brøndkarse, radise, morgenfruer, solsikker, ærter, bønner, kamille, bønner, gulerødder, dild, løg, hvidløg, Rød amarant (Amaranthus cruentus), selleri, Malabar spinat | Til gavn for jordbiller                                           | myrer | kartoffel, aromatiske urter                                                                  | Så 2 eller 3 radisefrø sammen med agurker for at afvise agurkebiller. et studie viste 75% reduktion af agurkebiller med samtidig såning af amaranth. Forskellige sprays af salat, asparges, og selleri kan reducere mellus. |
| Aubergine      | Solanum melongena                      | Bønner, peber, tomater, passionsfrugt                                                       | Morgenfruer, almindelig katteurt, dild,[kilde mangler] amarant, grønne bønner, estragon, mynte, timian |                                                                   | |                                                                                              | morgenfruer vil afskrække nematoder. |
| Kålrabi        | Brassica oleracea v. gongylodes        | Løg, beder, aromatiske planter, agurk                                                       | Beder, agurk |                                                                   | |                                                                                              | Se kål for yderligere info |
| Porreløg       | Allium ampeloprasum v. porrum          | Gulerødder, selleri, løg, tomat, passionsfrugt                                              | Gulerødder kløver, |                                                                   | | Bladbede                                                                                     | Se Allium for mere info |
| Salat          | Lactuca sativa                         | Beder, bønner, okra, løg, radise, broccoli, gulerødder, passionsfrugt                       | radise, beder, dild, kålrabi, løg, bønner, gulerødder, agurker, jordbær, broccoli timian, brøndkarse , krognål, koriander | Snegle.                                                           | | Selleri, kål, karse, persille                                                                | Mynte, isop, salvie holder snegle væk. Broccoli sammen med salat giver bedre udbytte end planterne alene |
| Sennep         | Sinapis alba                           | Bønner, broccoli,[kilde mangler] kål, blomkål, frugttræer, druer, radise, rosenkål, majroer | |                                                                   | Forskellige skadedyr |                                                                                              | Se kål for mere info. Sennep fungerer som afledning i ved broccoli.[kilde mangler] |
| Dansk navn     | Latinsk navn                           | Hjælper                                                                                     | Fremmes af | Tiltrækker                                                        | Modvirker | Undgå                                                                                        | Kommentar |
| Natskygger     | Solanaceae                             |                                                                                             | Gulerødder, løg, mynter (basilikum, oregano, etc.) |                                                                   | | Bønner, majs, fennikel, dild, kål                                                            | Natskygge er en plantefamilie som omfatter tomater, tobak, chili, kartofler, aubergine, m.fl. |
| Okra           | Abelmoschus esculentus                 | Sød kartoffel, tomater, peber                                                               | Bønner, salat, squash, sød kartoffel, peber |                                                                   | |                                                                                              | Okra og sød kartoffel har gensidig gavn, når de plantes samtidig. |
| Pastinak       | Pastinaca sativa                       | Frugttræer                                                                                  | | Forskellige rovinsekter                                           | |                                                                                              | Pastinakblomster vil tiltrække en række rovdyrinsekter til haven, som især er nyttige, når de spredes under frugttræer, rovdyrene angriber æblevikler og lysebrun æblemøl. Roden indeholder også Myristricin, som er giftig for frugtfluer, husfluer, rød edderkoppemide, ærtebladlus. |
| Ærter          | Pisum sativum                          | Kål,[kilde mangler] majroe, blomkål, hvidløg,                                               | Majroe, blomkål, hvidløg, mynte |                                                                   | Coloradobille (kartoffelbille) |                                                                                              | ærter sammen med majroer, blomkål, eller hvidløg viste gensidig hæmning af vækst, mens deres udbytte pr. anvendt landareal blev øget. |
| Paprika /peper | Solanaceae, Capsicum                   | Okra                                                                                        | Bønner, tomater, merian,[kilde mangler] okra, pelargonier, petunia, solsikker, løg rødkløver, basilikum, ager-kål |                                                                   | | Bønner, kål, rosenkål, etc.)                                                                 | Peberplanter kan lide høj luftfugtighed, som kan opnås ved at plante en slags ledsager med tætte blade eller jorddæke, som merian og basilikum; De har også brug for direkte sollys, men deres frugt kan blive skadet af det . Peberplanter, der er dyrket sammen, eller med tomater, kan beskytte frugten mod sollys og hæver fugtighedsniveauet. Solsikker kan, når de blomstrer på det rigtige tidspunkt, beskytte gavnlige insekter, der sænker thrips-populationer.                                                                       |
| Kartoffel      | Solanum tuberosum                      | Kål, bønner, majs, ærter, passionsfrugt                                                     | Peberrod, bønner, rød tvetand, morgenfruer, ærter, løg, hvidløg, timian, kløver |                                                                   | Hårmarihøner (Epilachna varivestis) | Mælde, gulerod, agurk, græskar, hindbær, squash, solsikke, tomat                             | Peberrod øger kartoflers sygdomsresistens. Hvidløg var mere effektiv end fungicider på sen kartoffelskimmel. Ærter reducerer tætheden af kartoffelbiller. |
| Dansk navn     | Latinsk navn                           | Hjælper                                                                                     | Fremmes af | Tiltrækker                                                        | Modvirker | Undgå                                                                                        | Kommentar |
| Græskar        | Cucurbita pepo                         | Majs, bønner                                                                                | Boghvede, pigæble, almindelig katteurt, oregano, rejnfan, radiser, brøndkarse | Edderkopper, jordbiller                                           | | kartofler                                                                                    | Radiser kan bruges som afledning mod loppebiller. Græskar kan bruges i Tre søstresystemet. Brøndkarse afviser squashbiller. |
| Radise         | Raphanus sativus                       | Squash aubergine, agurk, salat, ærter, bønner, pralbønner,                                  | Kørvel, salat, brøndkarse |                                                                   | Jordlopper, agurkebiller | Druer                                                                                        | Radiser kan afvise jordlopper og smager bedre hvis de dyrkes sammen med salat. |
| Soyabønner     | Glycine max                            |                                                                                             | Majs, bønner,[kilde mangler] solsikke |                                                                   | |                                                                                              | En blanding af majs, mungbønne og solsikke viste sig at befri sojabønner for bladlus. Grønne bønner fungerer som en fældeafgrøde for mexicanske bønnebiller i sojabønner.[kilde mangler] |
| Spinat         | Spinacia oleracea                      | Kål, blomkål,[kilde mangler] passionsfrugt                                                  | Jordbær, ærter, bønner, blomkål[kilde mangler] |                                                                   | |                                                                                              | Ærter og bønner giver spinaten naturlig skygge. |
| Squash         | Cucurbita spp.                         | Majs, bønner, okra,                                                                         | Bønner, boghvede, hjulkrone, almindelig katteurt, rejnfan, radiser, morgenfruer, brøndkarse | Edderkopper, jordbiller                                           | |                                                                                              | Radiser kan bruges som afledning mod loppebiller. Græskar kan bruges i tre Søstre-teknikken Morgenfruer afskrækker repel cucumber beetles. |
| Sød kartoffel  | Ipomoea batatas                        | Okra                                                                                        | Okra |                                                                   | |                                                                                              | Okra og sød kartoffel fremmer hinanden når de plantes samtidig. |
| Tomater        | Solanum lycopersicum                   | Kål,[kilde mangler] broccoli, selleri, roser, peber, asparges                               | Asparges, basilikum, bønner, hestemynte (Monarda), oregano, persille, morgenfruer, løg, hvidløg, porre, selleri, geranier, petunia, brøndkarse, hjulkrone, koriander, purløg, majs, dild, sennep, bukkehorn, byg, gulerødder, aubergine, mynte, okra, salvie, timian, "blomsterstriber" |                                                                   | Asparges beetle | Sort valnød, hør, majs, fennikel, chilipeber, ærter, dild, kartofler, rødbede, kål, rosmarin | Sort valnød hæmmer tomaters vækst, faktisk er de negativt allelopatiske til alle andre natskygge planter (chili pepper, kartoffel, tobak, petunia) også fordi det producerer et kemikalie kaldet juglon. Dild tiltrækker tomat hornorm. Dyrkning af tomater med basilikum ser ikke ud til at forstærke tomatsmag, men undersøgelser har vist, at dyrkning af dem med 10 tommer fra hinanden kan øge tomatudbyttet med ca. 20%. En undersøgelse viser, at dyrkning af chili peberfrugter nær tomater i drivhuse øger tomatmellus på tomaterne . |
| Majroe         | kål rapa og kål napokål                | Ærter, broccoli                                                                             | Vikke, ærter |                                                                   | | sennep, Pileurt                                                                              | Majroer virker som afledning for broccoli. |